# Corrida Internacional de São Silvestre de 2013
Corrida Internacional de São Silvestre em 2013 foi a 89ª edição da prova. Os atletas do Quênia confirmaram seu favoritismo e venceram, tanto na categoria masculina, como na feminina.

## Masculino

### Geral
| Colocação | Nº de inscrição | nome                           | Idade | Equipe              | Tempo    | Tempo líquido | Ref         |
| --------- | --------------- | ------------------------------ | ----- | ------------------- | -------- | ------------- | ----------- |
| *1.       |                 | Edwin Kipsang (QUE)            |       | Coquinho Fila Caixa | 43min47s |               | [ 2 ] [ 3 ] |
| 2         |                 | Mark Korir (QUE)               |       |                     | 44min08s |               | [ 2 ] [ 3 ] |
| 3         |                 | Stanley Koech (QUE)            |       |                     | 44min29s |               | [ 2 ] [ 3 ] |
| 4         |                 | Giovani dos Santos (BRA)       |       |                     | 44min49s |               | [ 2 ] [ 3 ] |
| 5         |                 | Abderrahime Elasri (MAR)       |       |                     | 45min28s |               | [ 2 ] [ 3 ] |
| 6         |                 | Joseph K.Aperumoi (QUE)        |       |                     | 45min43s |               | [ 3 ]       |
| 7         |                 | Gemechu Edeo Kelu (ETI)        |       |                     | 45min57s |               | [ 3 ]       |
| 8         |                 | Altobeli Santos da Silva (BRA) |       |                     | 46min02s |               | [ 3 ]       |
| 9         |                 | Gilmar Silvestre Lopes (BRA)   |       |                     | 46min04s |               | [ 3 ]       |
| 10        |                 | Jesper Van Der Wielen (HOL)    |       |                     | 45min05s |               | [ 3 ]       |

### Categoria 18 - 19 anos
| Colocação | Nº de inscrição | nome                             | Idade | Equipe                                        | Tempo    | Tempo líquido | Ref   |
| --------- | --------------- | -------------------------------- | ----- | --------------------------------------------- | -------- | ------------- | ----- |
| 1º        | 24722           | Alex da Silva Ribeiro            | 18    | FEMA/SANTAROSA                                | 00:53:40 | 00:53:07      | [ 4 ] |
| 2º        | 21743           | Jhonatan Guimarães               | 18    | A.D SAO LUDGERO                               | 00:56:10 | 00:55:32      | [ 4 ] |
| 3º        | 13670           | Saulo Panfilo Almeida            | 18    | OS VOLUNTARIOS/SECRETARIA DO ESPORTE DO CEARA | 00:57:52 | 00:57:02      | [ 4 ] |
| 4º        | 23004           | Tiago Webert da Silva            | 19    | AVULSO                                        | 01:01:27 | 00:58:54      | [ 4 ] |
| 5º        | 25905           | Willian Rafael Giacomini         | 18    | JC CARVALHO                                   | 01:01:13 | 00:59:53      | [ 4 ] |
| 6º        | 19859           | Luiz Felipe de Oliveira Domingos | 18    | CORREDORES POCOS UNIDOSCORPUS                 | 01:01:05 | 01:00:22      | [ 4 ] |
| 7º        | 19074           | Ronaldo de Sousa Miranda         | 19    | TO2 ASS. DE ATLETISMO DE COLINAS DO TOCANTINS | 01:03:39 | 01:02:37      | [ 4 ] |
| 8º        | 20369           | Eric d Souza Teixeira            | 19    | FISSURADOS EM CORRIDA                         | 01:03:54 | 01:02:55      | [ 4 ] |
| 9º        | 23240           | Tiago Henrique Pessoa Ferreira   | 19    | NAO INFORMADO                                 | 01:15:59 | 01:04:49      | [ 4 ] |
| 10º       | 15034           | José Adenilton da Rocha Santos   | 19    | OBA HORTIFRUT                                 | 01:06:50 | 01:06:22      | [ 4 ] |

### Categoria Cadeirante
- 1) Jaciel Paulino (Brasil), 49min59seg[5]

- 2) Carlos de Souza (Brasil), 57min12seg

- 3) Olivério Ferreira (Brasil), 1h02min41seg

## Feminino

### Geral
| Colocação | Nº de inscrição | nome                   | Idade | Equipe | Tempo    | Tempo líquido | Ref   |
| --------- | --------------- | ---------------------- | ----- | ------ | -------- | ------------- | ----- |
| 1ª        |                 | Nancy Kipron (QUE)     |       |        | 51min58s | 51min58s      | [ 6 ] |
| 2ª        |                 | Netsanet Kebede (ETI)  |       |        | 52min08s | 52min08s      | [ 6 ] |
| 3ª        |                 | Jackeline Sakilu (QUE) |       |        | 52min29  | 52min29       | [ 6 ] |
| 4ª        |                 | Sara Makera (TAN)      |       |        | 52min40s | 52min40s      | [ 6 ] |
| 5ª        |                 | Delvine Meringor (QUE) |       |        | 52min46s | 52min46s      | [ 6 ] |
| 6ª        |                 | Suel Pereira (BRA)     |       |        | 53min00s | 53min00s      | [ 6 ] |
| 7ª        |                 | Cruz Silva (BRA)       |       |        | 54min06s | 54min06s      | [ 6 ] |
| 8ª        |                 | Ednah Mukhwana (QUE)   |       |        | 54min21s | 54min21s      | [ 6 ] |
| 9ª        |                 | Jaciane Araújo (BRA)   |       |        | 54min30s | 54min30s      | [ 6 ] |
| 10ª       |                 | Failuna Matanga (TAN)  |       |        | 54min43s | 54min43s      | [ 6 ] |

### Categoria 18 - 19 anos
| Colocação | Nº de inscrição | nome                                | Idade | Equipe              | Tempo    | Tempo líquido | Ref   |
| --------- | --------------- | ----------------------------------- | ----- | ------------------- | -------- | ------------- | ----- |
| 1         | 8031            | Bárbara Beatriz Sousa Santos Costa  | 18    | AMCOSAJ             | 01:09:26 | 01:07:38      | [ 7 ] |
| 2         | 19014           | Eden Frost                          | 18    | -                   | 01:24:02 | 01:15:07      | [ 7 ] |
| 3         | 7251            | Sarah Kethelen Guimarães dos Santos | 19    | Sérgio Sports       | 01:26:50 | 01:19:08      | [ 7 ] |
| 4         | 14827           | Marcela de Moura Arcanjo            | 19    | Amigos da Esperança | 01:24:45 | 01:22:21      | [ 7 ] |
| 5         | 3094            | Roberta Pella Abdala                | 19    | ORIGYM ACADEMIA     | 01:33:48 | 01:30:28      | [ 7 ] |
| 6         | 20324           | Elara Antunes da Silva Fischer      | 19    | FAMILA FISCHER      | 01:58:20 | 01:30:58      | [ 7 ] |
| 7         | 18978           | Aline Silva de Oliveira             | 18    | CVRRECIFE           | 01:40:31 | 01:34:05      | [ 7 ] |
| 8         | 24085           | Helena Junqueira Oliveira           | 18    | NAO INFORMADO       | 01:44:36 | 01:35:53      | [ 7 ] |
| 9         | 21374           | Priscila Zamith                     | 18    | NAO INFORMADO       | 01:52:02 | 01:37:51      | [ 7 ] |
| 10        | 20642           | Paloma Maria de Oliveira            | 18    | FAST CORREDORES     | 01:58:01 | 01:44:23      | [ 7 ] |

### Categoria Cadeirante
1) Aline Rocha (Brasil), 1h01min23seg